# Drosophila pagoda
Drosophila pagoda este o specie de muște din genul Drosophila, familia Drosophilidae, descrisă de Masanori Joseph Toda în anul 1988.
Este endemică în Myanmar. Conform Catalogue of Life specia Drosophila pagoda nu are subspecii cunoscute.